# Marlies Oberholzer
Marlies Oberholzer (Goldingen, 25 aprile 1958) è un'ex sciatrice alpina svizzera.

## Biografia
Sciatrice polivalente attiva negli anni 1970, in Coppa del Mondo ottenne l'unico podio, nonché primo piazzamento di rilievo, nella discesa libera di Badgastein del 21 gennaio 1976, dove chiuse 2ª dietro a Doris De Agostini e davanti a Elfi Deufl; prese quindi parte ai XII Giochi olimpici invernali di Innsbruck 1976, sua unica partecipazione olimpica, dove si classificò 8ª nella discesa libera e 26ª nello slalom gigante. L'ultimo piazzamento della sua carriera agonistica fu l'8º posto ottenuto nella discesa libera di Coppa del Mondo disputata il 18 gennaio 1978 a Badgastein.

## Palmarès

### Coppa del Mondo
- Miglior piazzamento in classifica generale: 26ª nel 1976
- 1 podio:
  - 1 secondo posto